# SkyTeam
SkyTeam es una alianza de líneas aéreas. Es la segunda unión de aerolíneas, fundada, en junio de 2000, por cuatro de las compañías más grandes del mundo (Aeromexico, Air France-KLM, Delta Air Lines y Korean Air), las que más destinos y vuelos sirve alrededor del mundo. Su objetivo es competir con las alianzas Oneworld y Star Alliance. Ofrece destinos a prácticamente cualquier parte del mundo a través de múltiples hubs de conexiones con todos sus socios. En el año 2012, se consolidó como la alianza de mayor importancia en el mercado de China Continental y Taiwán gracias a la incorporación de las principales aerolíneas de ese país China Airlines y China Eastern.
Desde la organización centralizada de Ámsterdam, el equipo de administración principal de SkyTeam se concentra en los negocios de la alianza para mejorar los beneficios existentes y desarrollar nuevos beneficios para los pasajeros. La alianza está compuesta por 19 miembros, gracias a las incorporaciones en 2012 de Aerolíneas Argentinas, con fuerte presencia en Sudamérica, Saudia Arabian Airlines, con base en Medio Oriente, y Xiamen Airlines, que lidera en el mercado chino; sin embargo, continúa sus procesos de expansión buscando socios en áreas claves de desarrollo en la industria, en especial en las regiones de Brasil e India.
Su número anual de pasajeros es de 624 millones (2024), la segunda más grande de las tres alianzas principales.  A mayo de 2025 , SkyTeam consta de 18 aerolíneas activas; también opera una alianza de carga llamada SkyTeam Cargo, que colabora con siete aerolíneas,  todas ellas miembros de SkyTeam. Su equipo de gestión centralizada, SkyTeam Central, tiene su sede en Amstelveen, Países Bajos.

## Historia

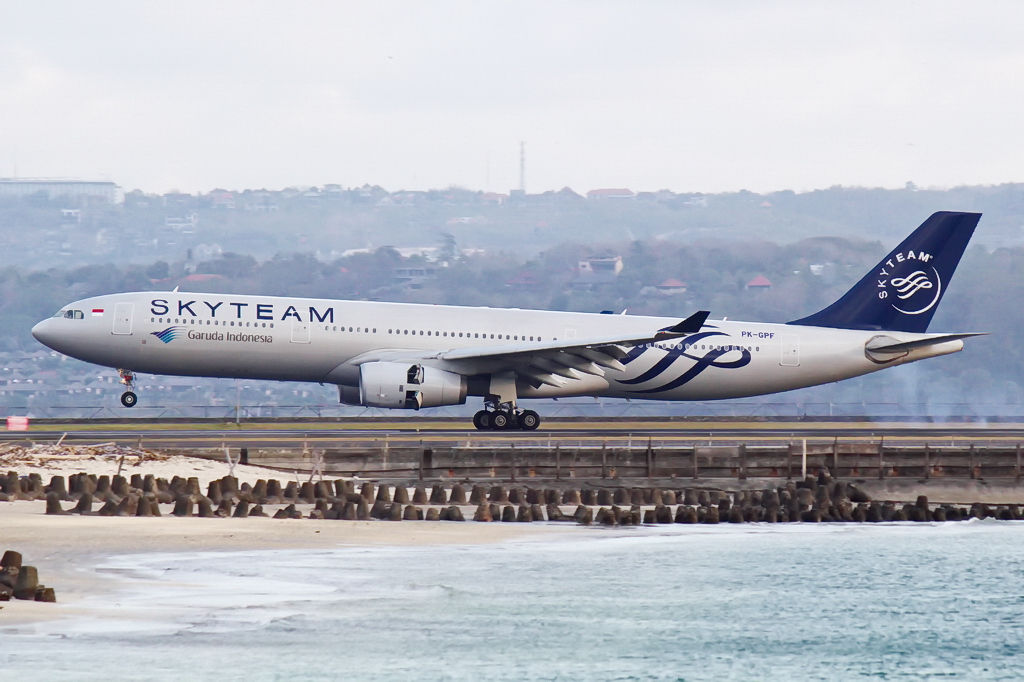
Un Airbus A330-300 de Garuda Indonesia con un diseño especial de SkyTeam, en 2014.

El 22 de junio de 2000, representantes de Aeroméxico, Air France, Delta Air Lines y Korean Air. se reunieron en Nueva York para formar una tercera alianza de aerolíneas. Estas se convirtieron en las cuatro aerolíneas fundadoras de SkyTeam. Tras su formación, SkyTeam ofrecería a sus clientes 6402 vuelos diarios a 451 destinos en 98 países. En septiembre de 2000 , la alianza estableció una alianza de carga, SkyTeam Cargo . Los miembros inaugurales del grupo fueron Aeromexpress, Air France Cargo, Delta Air Logistics y Korean Air Cargo.
En octubre del año 2000 SkyTeam anunció su intención a agregar a  CSA Czech Airlines a la alianza ampliando el número de socios a cinco, y agregando 21 destinos y 14 países, adhiriéndola a la unión en marzo de 2001. El 27 de julio de 2001 Alitalia-Linee Aeree Italiane se sumó a la alianza, adhiriendo 21 nuevos destinos y 6 países. El 30 de septiembre de 2003 el consejo de SkyTeam recibió la solicitud de KLM de sumarse a la unión, tras la decisión de Air France y KLM de formar un grupo de intercambio entre las dos aerolíneas. En 2003, la subsidiaria de Delta, Delta Express, fue reemplazada por Song.  Ese mismo año, SkyTeam también lanzó un sitio web mejorado enfocado en proporcionar a los pasajeros más información, mayor interactividad y otros recursos.
El 29 de enero de 2004 SkyTeam recibió la solicitud de Aeroflot de unirse a la alianza. El 24 de mayo de 2004, Aeroflot firmó un memorando de entendimiento con SkyTeam, con la intención de convertirse en miembro de pleno derecho. El evento tuvo lugar en el Kremlin tras la solicitud de adhesión de la aerolínea a principios de año. SkyTeam expresó que Aeroflot no había cumplido con los estándares del consorcio, pero que sus amplias redes de centros de conexión la hacían ideal para la alianza y compensaban sus deficiencias.
El 4 de mayo de 2004 SkyTeam anunció que KLM, Continental y Northwest Airlines se unirían a la alianza en septiembre del mismo año. El 28 de agosto SkyTeam organizó un convenio con China Southern Airlines como un primer paso para adherirse a la alianza.
El 13 de septiembre se unieron KLM, Continental y Northwest Arlines se unieron a la alianza, llevando a la alianza a tener 9 socios y 14,320 vuelos diarios a 658 destinos en más de 130 países. El 9 de junio de 2005 SkyTeam anunció los detalles programa asociado el cual se convertiría en el primer paso para otras aerolíneas que quisieran adherirse a esta alianza, las aerolíneas seleccionadas fueron Air Europa, Copa Airlines, Kenya Airways y Tarom. Luego el 16 de enero de 2006 SkyTeam dio a conocer la quinta aerolínea del programa asociado, Middle East Airlines. Tras un proceso de adhesión de 23 meses desde mayo de 2004,  Aeroflot se unió el 14 de abril de 2006.
El 1 de septiembre de 2007 SkyTeam se agranda con la incorporación de tres aerolíneas como asociadas: Air Europa, Copa Airlines y Kenya Airways. El 15 de noviembre de 2007 SkyTeam adjunta a su más reciente miembro China Southern Airlines. Con esta integración son 11 aerolíneas con carácter de miembro y 3 asociadas, de esta manera la alianza sirve a un aproximado de 428 millones de personas anualmente, 16,400 vuelos diarios, cubriendo 841 destinos en 162 países.
En abril de 2009 , la alianza firmó un acuerdo preliminar con Vietnam Airlines para que la aerolínea se convirtiera en miembro de pleno derecho en 2010. También en 2009, Alitalia-Linee Aeree Italiane relanzó sus operaciones como la nueva Alitalia, y la alianza anunció iniciativas hacia una gestión centralizada con sede en Ámsterdam. El consorcio también nombró a una nueva directora general, Marie-Joseph Malé, describió un cronograma para la apertura de sus instalaciones ubicadas conjuntamente en el Aeropuerto de Londres Heathrow y presentó una nueva imagen especial.
Para comenzar 2010, los certificados operativos de Northwest Airlines y Delta Air Lines se combinaron oficialmente el 1 de enero.  El 10 de junio, Vietnam Airlines se convirtió en miembro de pleno derecho tras una ceremonia de adhesión celebrada en Hanói.  Tres días después, TAROM se convirtió oficialmente en el decimotercer miembro de SkyTeam.
SkyTeam recibió su segunda solicitud de membresía plena en cinco meses. China Airlines, la aerolínea de bandera de Taiwán y la mayor aerolínea, anunció a mediados de septiembre el inicio formal del proceso de adhesión. Tras la adhesión, la red de rutas de la aerolínea complementó las de China Southern Airlines y China Eastern Airlines, lo que permitió la cooperación entre las tres aerolíneas. Al mes siguiente, Aerolíneas Argentinas firmó un acuerdo para iniciar oficialmente el proceso de convertirse en el primer miembro sudamericano de SkyTeam. La aerolínea tenía previsto unirse en 2012.
Virgin Atlantic se suma a SkyTeam en 2023, convirtiéndose en la primera aerolínea con base en el Reino Unido en formar parte de la alianza.
El 1 de septiembre de 2024, SAS (Scandinavian Airlines System) se integrará a SkyTeam, proporcionando a la red de la alianza un mejor acceso a los principales hubs escandinavos. Este acuerdo se produce luego del ingreso del grupo Air France-KLM al capital accionario de SAS.

## Alianza Transatlántica
SkyTeam opera la red de vuelos entre América del Norte y Europa más grande del mundo, gracias a sus aerolíneas asociadas, que son Delta Air Lines, KLM, Air France y ITA Airways. Juntas, estas aerolíneas ofrecen 250 vuelos intercontinentales diarios entre los principales destinos a ambos lados del Océano Atlántico. Cabe mencionar que se llevan a cabo negociaciones para la anexión a esta alianza con Aeromexico, TAROM y Czech Airlines.

## Beneficios SkyTeam

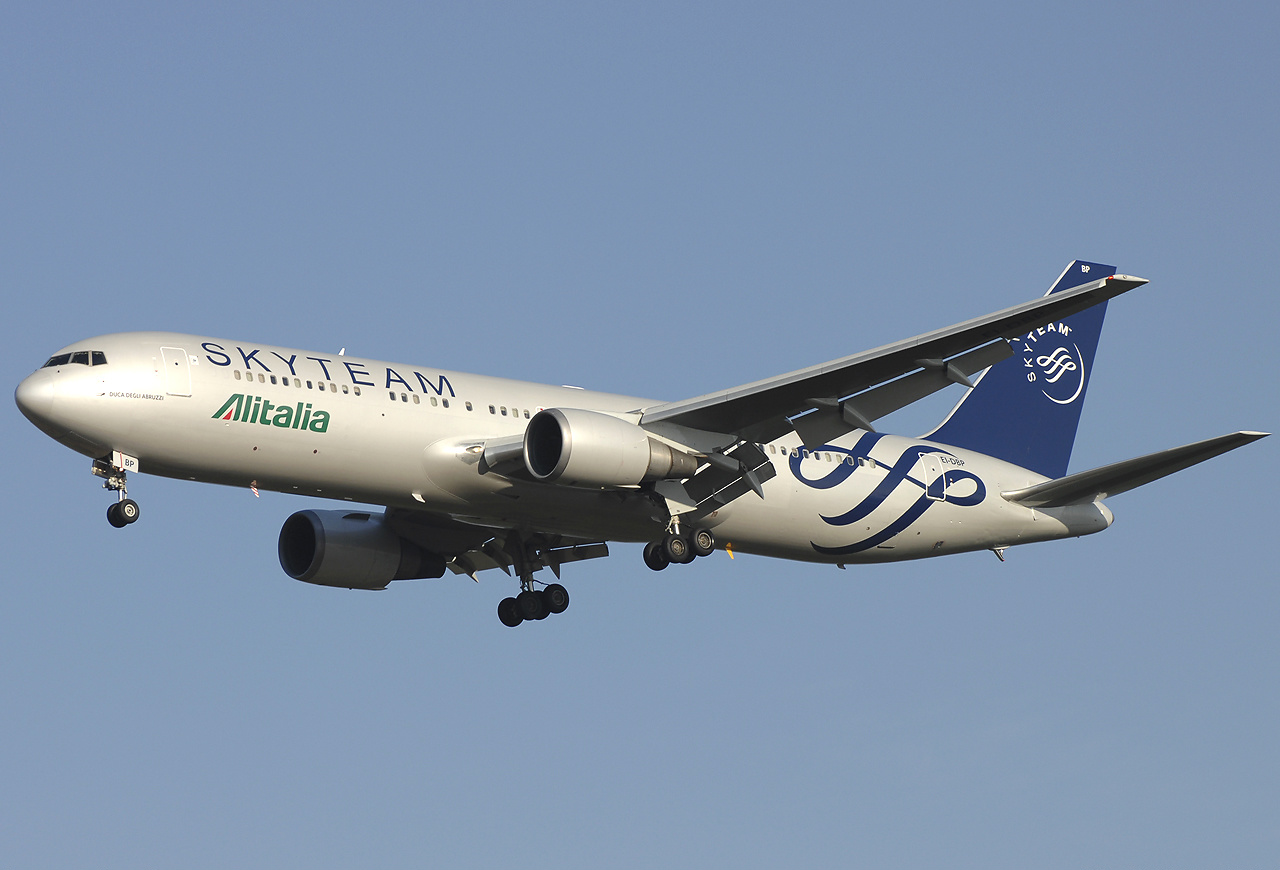
Un Boeing 767-300ER de la ya desaparecida Alitalia que quebró en el 2021 con el diseño especial de SkyTeam, en el aeropuerto de Fiumicino en 2009.

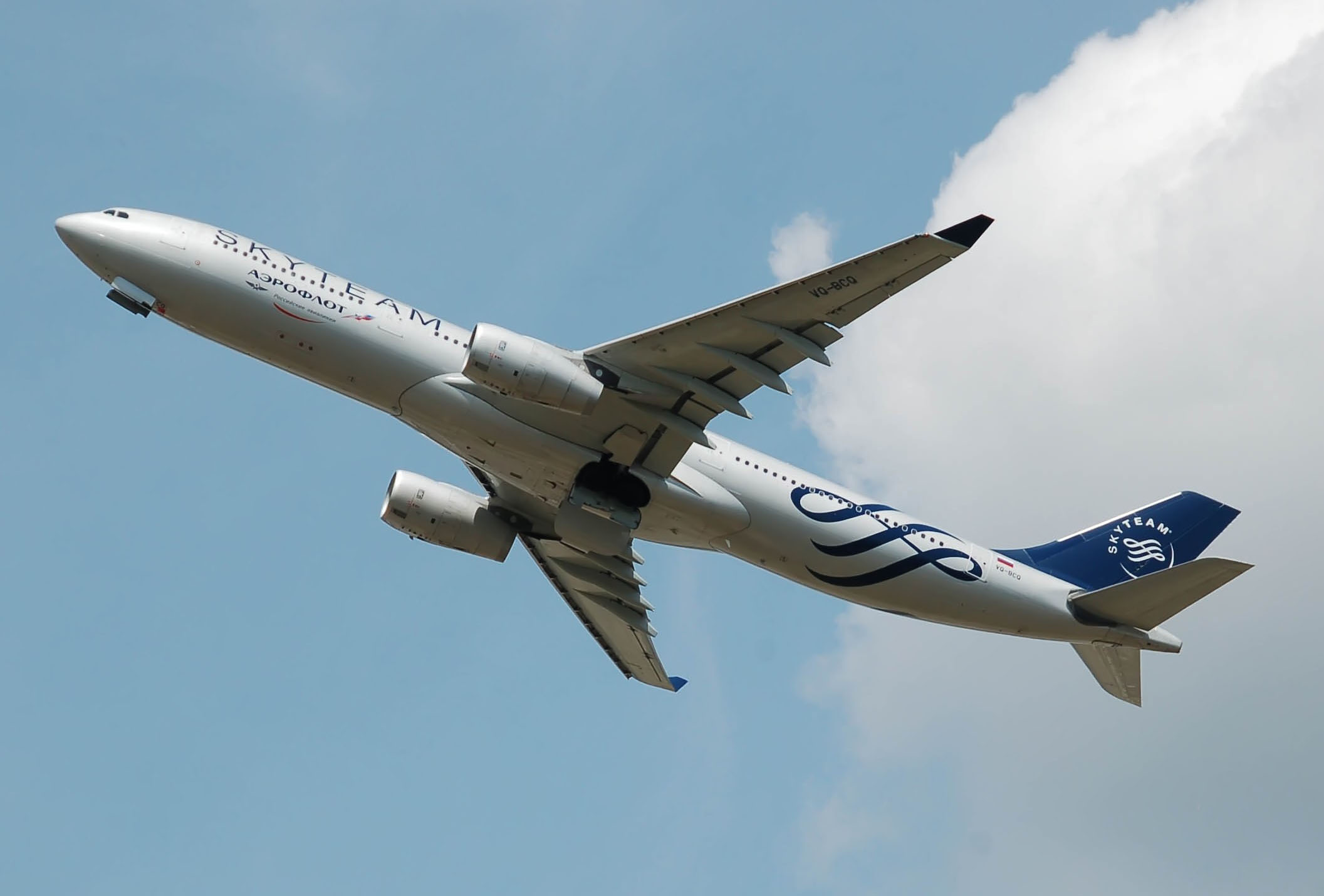
Un Airbus A330 de Aeroflot sale del Aeropuerto de Londres Heathrow (2014).

La alianza ofrece a sus clientes acumular kilómetros/millas canjeables por múltiples beneficios y distintos niveles de distinción.
Estos niveles son:
- Socio SkyTeam
  - Reservado para el nivel más básico en todos los programas de fidelidad de las aerolíneas asociadas, permite acumular o redimir beneficios en todas las aerolíneas asociadas y ser reconocido como viajero frecuente SkyTeam.

- Socio SkyTeam Elite
  - Reservado para clientes que tienen un nivel de viajes que demanda preferencias, ya que este nivel otorga check-in en mostradores preferenciales, ascensos de categoría en vuelos, abordaje preferencial, mayor capacidad de equipaje, entre otros muchos beneficios.

- Socio SkyTeam Elite Plus
  - Máximo nivel de distinción en la alianza, diseñada para los viajeros más exigentes que requieren beneficios exclusivos.

## Miembros

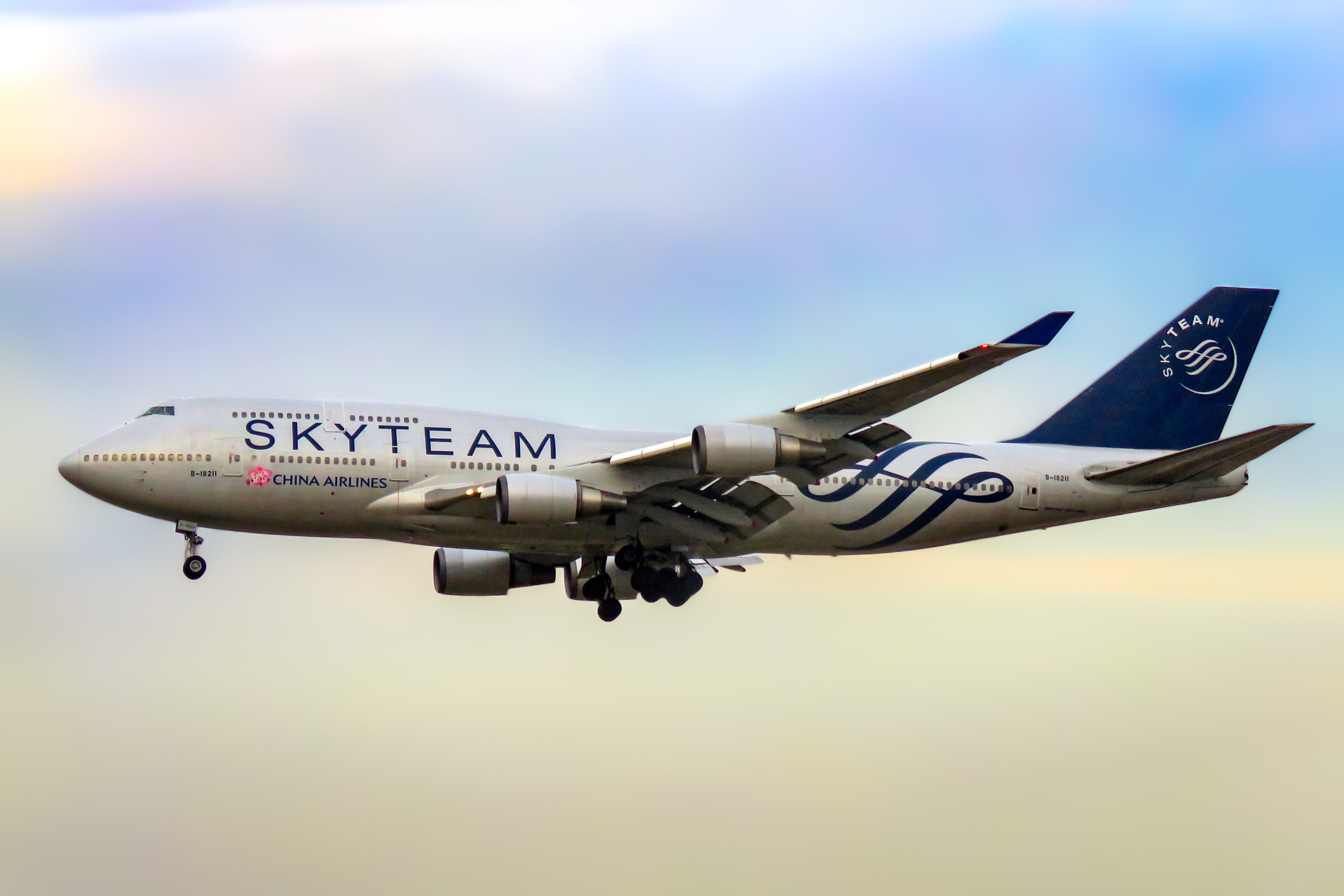
Un Boeing 747-400 de China Airlines operando para SkyTeam.

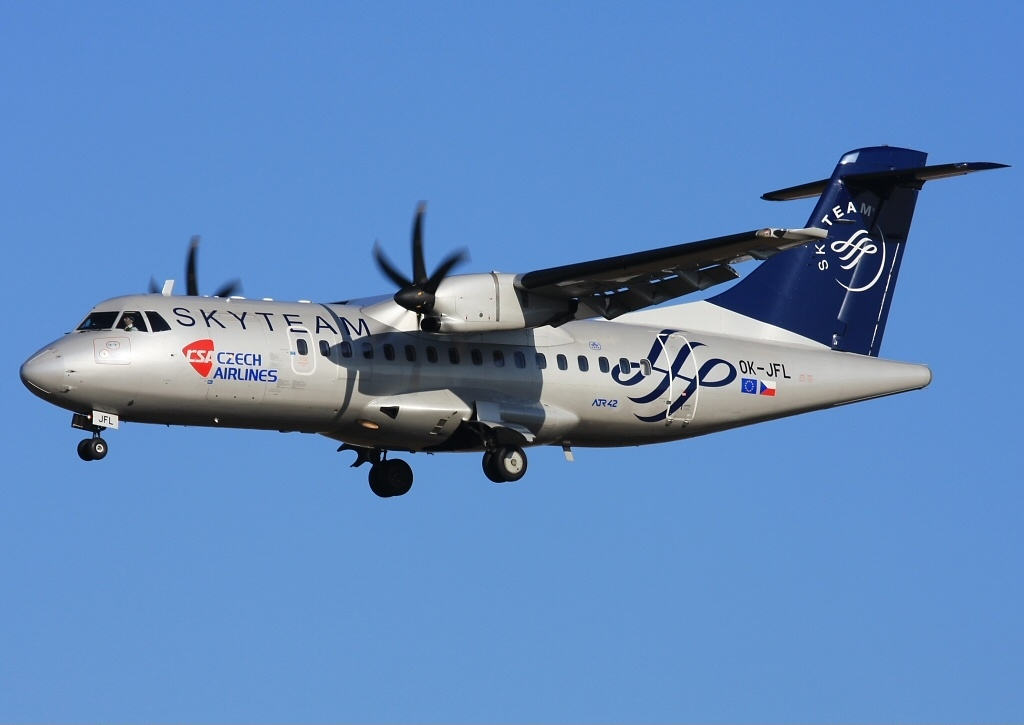
Un ATR 42-500 de Czech Airlines con la decoración de SkyTeam en 2009.

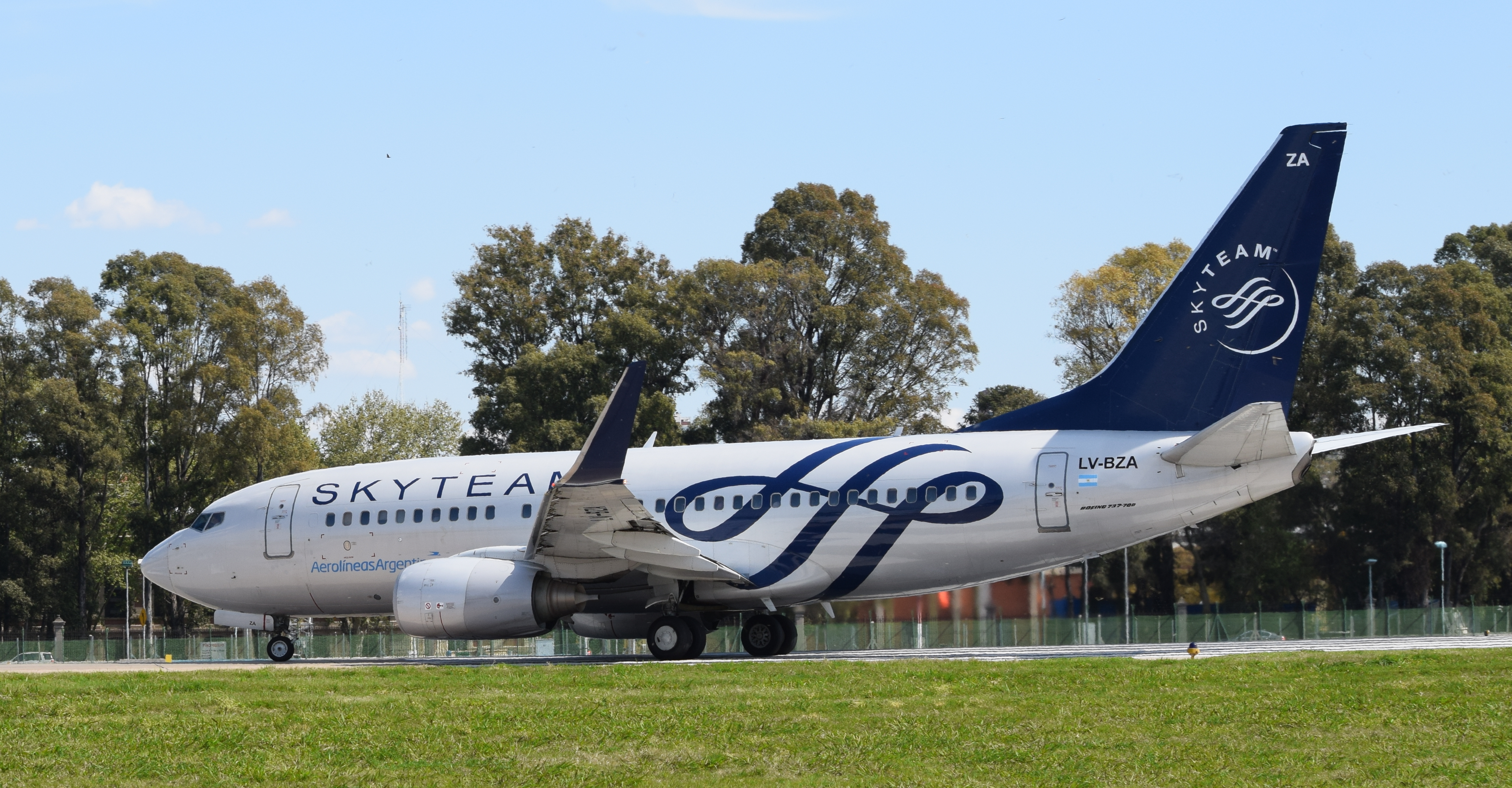
un Boeing 737-700 de Aerolíneas Argentinas con pintura especial SkyTeam

| Aerolínea                    | Año de ingreso | Afiliadas                      | Filiales que no son miembro |         |         |
| América                      | América        | América                        | América                     | América | América |
| ---------------------------- | -------------- | ------------------------------ | --------------------------- | ------- | ------- |
| Aerolíneas Argentinas        | 2012           |                                |                             |         |         |
| Aeroméxico                   | 2000           | Aeroméxico Connect             |                             |         |         |
| Delta Air Lines              | 2000           | Delta Connection Delta Shuttle |                             |         |         |
| Europa                       |                |                                |                             |         |         |
| Aeroflot(suspendido)         | 2006           | Donavia Rossiya                |                             |         |         |
| Air Europa                   | 2007           | Air Europa Express             |                             |         |         |
| Air France                   | 2000           | Air France Hop                 |                             |         |         |
| KLM                          | 2004           | KLM Cityhopper                 | Transavia                   |         |         |
| TAROM                        | 2010           |                                |                             |         |         |
| Scandinavian Airlines System | 2024           |                                |                             |         |         |
| Virgin Atlantic              | 2023           |                                |                             |         |         |
| Asia                         |                |                                |                             |         |         |
| China Airlines               | 2011           | Mandarin Airlines              |                             |         |         |
| China Eastern Airlines       | 2011           | Shanghai Airlines              | China United Airlines       |         |         |
| Garuda Indonesia             | 2014           |                                | Citilink                    |         |         |
| Korean Air                   | 2000           |                                | Jin Air                     |         |         |
| Middle East Airlines         | 2012           |                                |                             |         |         |
| Saudia                       | 2012           |                                |                             |         |         |
| Vietnam Airlines             | 2010           |                                |                             |         |         |
| Xiamen Airlines              | 2012           |                                |                             |         |         |
| África                       |                |                                |                             |         |         |
| Kenya Airways                | 2007           |                                |                             |         |         |

### Antiguos miembros
| Aerolínea               | Año de ingreso | Año de abandono | Afiliadas                                                         |
| ----------------------- | -------------- | --------------- | ----------------------------------------------------------------- |
| Alitalia                | 2001           | 2021            | Alitalia Express Volare Airlines                                  |
| China Southern Airlines | 2007           | 2018            |                                                                   |
| Continental Airlines    | 2004           | 2009            | Continental Connection Continental Express Continental Micronesia |
| CSA Czech Airlines      | 2001           | 2024            |                                                                   |
| ITA Airways             | 2021           | 2025            |                                                                   |
| Northwest Airlines      | 2004           | 2009            | Northwest Airlink                                                 |

1. ↑  Se retiró de la alianza por cambios en sus estrategias comerciales.
2. ↑  Dejó la alianza por la intención de unificarse con United Airlines, aerolínea miembro de Star Alliance
3. ↑  Dejó la alianza por la compra de acciones por parte de Lufthansa, miembro de la Star Alliance
4. ↑  Ahora hace parte de Delta Airlines y maneja sus vuelos en código compartido con la misma.